# Servijev zid
Servijev zid (latinsko Murus Servii Tullii, italijansko Mura Serviane) je bilo antično rimsko obrambno obzidje, zgrajeno okoli mesta Rim v začetku 4. stoletja pred našim štetjem. Obzidje je bilo visoko do 10 m, široko 3,6 m pri njegovem dnu, dolgo pa 11 km  in naj bi imelo 16 glavnih vrat. V 3. stoletju našega štetja je bilo nadomeščeno z gradnjo precej večjega in obsežnejšega Avrelijanovega zidu.

## Zgodovina
Zid je dobil svoje "napačno" ime po predzadnjem in šestem rimskem kralju Serviju Tuliju - nekoč so namreč bili prepričani, da je zid nastal v njegove času, v 6. stoletje pred našim štetjem. V resnici je bilo obzidje zgrajeno šele v 4. stoletju pr. n. št., v obdobju Rimske republike, kot odgovor na galsko obleganje in zasedbo Rima (pod vodstvom Brena) leta 387 pr. n. š.

## Gradnja
Zid je bil zgrajen iz velikih blokov tufa (vulkanske kamnine, ki je nastala iz vulkanskega pepela in drobcev kamnin, ki so bili izločeni med izbruhom) iz kamnoloma Grotta Oscura blizu rimskega rivala etruščanske mesta Veji, domnevno po porazu mesta z Rimom v 390-ih . Nekateri odseki konstrukcije so poleg zidu imeli tudi globok jarek (fossa) s čimer je zid postal še višji in boljša obramba mesta med napadom.
Ob delu njegovega topografsko šibkejšega severnega oboda je bil agger, obrambni rimski nasip ali stena ali kakršna koli umetna vzpetina, do zidu vzdolž notranjosti. To je odebelilo zid in dalo branilcem osnovo za stojišče, medtem ko so odbijali napad. Zid je bil opremljen tudi z obrambnimi napravami, vključno s katapulti.

## Uporaba
Servijev zid je bil dovolj zastrašujoč, da je odvrnil Hanibala med drugo punsko vojno. Hanibal je s sloni vdrl v Italijo čez Alpe in v zgodnjih fazah vojne porazil več rimskih vojsk. Vendar je zid Hanibal samo enkrat preizkusil: leta 211 pred našim štetjem je pripeljal svojo kartažansko vojsko pred Rim kot del slepila, da bi rimsko vojsko pripeljal iz Kapue. Ko je bilo jasno, da to ni uspelo, se je obrnil, ne da bi se Rimu približal bližje od 4,8 km, ko je rimska vojska prešla Servijevo obzidje in postavila tabor poleg Hanibalovega. Med rimskimi državljanskimi vojnami je bil Servijev zid večkrat porušen.
Do konca pozne Republike in nato cesarstva se je zid še vzdrževal. Rim je do takrat že začel rasti zunaj prvotnega Servijevega zidu. Organizacija Rima pod Avgustom v 14 regij je regije II, III, IV, VI, VIII, X in XI postavila znotraj Servijevega zidu, druge dele zunaj njega.
Zid je postal nepotreben, saj je bil Rim dobro zaščiten zaradi vse večje vojaške moči Republike in poznejšega cesarstva. Ko je mesto še naprej raslo in uspevalo, je bilo prvo tri stoletja cesarstva v bistvu nerazvito. Širjenje domačih struktur je preprosto vključilo obstoječe odseke zidu v temelje, del pa je preživel v avditoriju Maecen . Ko so germanska plemena v 3. stoletju našega štetja vdirala preko rimske meje, je cesar Avrelijan postavil večji Avrelijanov zid, da bi zaščitil Rim.
Servijev zid je imel tudi religiozen pomen, saj je bil zgrajen ob pomeriumu tj. sveti meji mesta, ki so jo vsakič ob ustanovitvi novega mesta določili v posebnem starodavnem obredu sulcus primigenius (izvorna/prva brazda): svečeniki in mestni uradniki so vpregli par volov in zaorali brazdo v smeri nasprotni urnega kazalca okrog bodočega mesta – ta brazda je določala pomerium – ko pridejo do točke, kjer bodo mestna vrata in zid prekinjen plug dvignejo. Taisti ritual je izvedel že Romul, ko je določil mejo svojega mesta Rima.

## Zid danes
Odseki Servijevega zidu so še vedno vidni na različnih lokacijah po Rimu. Največji odsek je ohranjen tik pred postajo Termini, glavno železniško postajo v Rimu (vključno z majhnim koščkom v jedilnici McDonald's na postaji). Drug pomemben odsek na Aventinu vsebuje lok za obrambno katapulta iz pozne Republike.

## Vrata vzdolž Servijevega zidu
V nadaljevanju so navedena vrata, za katera verjamejo, da so bila zgrajena, v smeri urinega kazalca od najbolj zahoda. (Mnoga od njih so sklepana le iz spisov, brez znanih ostankov):
- Porta Flumentana - ta vrata so bila, kjer je via Aurelia vstopila v Rim po prečkanju reke Tibere.
- Porta Carmentalis - zahodni konec Kapitola.
- Porta Fontinalis - vodila so iz severnega konca Kapitola v Campus Martius vzdolž Via Lata.
- Porta Sanqualis - na Kvirinalu.
- Porta Salutaris - na Kvirinalu.
- Porta Quirinalis - na Kvirinalu.
- Porta Collina - najsevernejša vrata na Kvirinalu, ki vodijo do via Salaria. Hanibal je taboril svojo vojsko pred temi vrati, ko je razmišljal, da bi oblegal Rim leta 211 pr. n. št. Ta odsek so dodatno utrdili z aggerjem.
- Porta Viminalis - na Viminalu. To je blizu velikega odseka, ki je še vedno viden zunaj postaje Termini.
- Porta Esquilina - ta vrata na Eskvilinu so še vedno vidna in vključujejo poznejši lok cesarja Gallienija. Vodila so do Via Labicana, Praenestina in Tiburtina.
- Porta Querquetulana - ta so vodila do Via Tusculana.
- Porta Caelimontana - ta vrata so morda ohranjena v loku Dolabelle in Silana, kar je bilo rekonstrukcija obstoječih vrat v 10. st. s strani konzulov Dolabella in Silana.
- Porta Capena - to so bila vrata, skozi katera je via Appia zapustila Rim v južno Italijo po ločitvi od via Latina.
- Porta Naevia - ta vrata na Aventinu so vodila do ulice Ardeatina.
- Porta Raudusculana - usmerjena proti jugu ob reki Tiberi vzdolž Ostiensisa. V bližini, na sodobnem Viale Aventino, je mogoče najti del stene, ki vsebuje lok za katapult.
- Porta Lavernalis - pridružila so se tudi prek Ostiensisa.
- Porta Trigemina - ta trojna vrata v bližini Forum Boarium so vodila tudi prek Ostiensisa